# Ōgai Mori
Ōgai Mori (森 鴎外, Mori Ōgai) (Tsuwano, Prefectura de Shimane, Japó, febrer de 1862 - Tòquio, Japó, 8 de juliol de 1922) fou un metge militar, traductor, crític literari i novel·lista japonès del període Meiji, considerat el seu màxim representant juntament amb Natsume Sōseki.
Ōgai Mori és considerat un dels grans escriptors de la literatura japonesa juntament amb Tanizaki, Kawabata o Kyoka.
Entre les seves obres més conegudes hi ha la nouvelle "La ballarina" (舞姫, 1890) i les novel·les Vita sexualis (ヰタ・セクスアリス, 1909), El jove (青年, 1910) i Les oques (雁, 1911-1913). En els darrers anys de la seva vida va escriure principalment novel·les històriques.
Va ser també un prolífic traductor de literatura europea i publicà la primera versió del Faust de Goethe en japonès.

## Biografia
Ōgai Mori va néixer el 17 de febrer de 1862 amb el nom de Mori Rintarō (japonès: 森 林太郎, Rintarō Mori), a Tsuwanon, a la província de Iwami (actual prefectura de Shimane), es va traslladar a Tòquio el 1872. En els primers anys de la seva vida, Ōgai Mori va rebre una educació tradicional basada en els clàssics japonesos i xinesos.
Es va llicenciar en medicina als 19 anys, i va rebre quan beca del govern japonès per estudiar a Alemanya per quatre anys (1884-1888), on entrà en contacte amb la literatura occidental. D'aquesta experiència se servirà per escriure "La ballarina". Es per això que se’l compara amb el seu coetani Natsune Soseki, que s'educà a Anglaterra, que era humanista, líric, íntim. Mentre que Mori era auster, distant i lluminós.
Va participar en la Primera guerra sino-japonesa (1894-1895) i a la Guerra Russo-japonesa (1904-1905) com a metge militar, carrera que va mantenir al llarg de tota la seva trajectòria professional.
Com a fundador i editor de revistes literàries, va introduir al Japó les idees estètiques que s'estaven desenvolupant a Occident, ajudant a establir una concepció moderna de la crítica literària. Fou traductor de clàssics de diferents llengües: Rousseu i Daudet; Shakespeare (Machbeth), Byron i Irving; Turguènev i Tolstoi; Calderón; Hans Christian Andersen, Strindberg, Hernik IBsen; i sobretot d'autors alemanys com Hoffmann, Goethe (Faust), Schiller, Lenau, Heine, Rilke, y Schnitzler.
L'any 1980 va publicar una revista literària en la que s'oposava a les idees antigues del Naturalisme japonès: amb Subaru, i va publicar en llenguatge modern fins al 1912 nombrosos relats com Hannichi, Vita sexualis, Seinen, Fushinshū, Hanako, Gan.Però un cop més, Ogai Mori es va veure amenaçat per la política i la censura que el Govern tenia cap a les idees occidentals, que eren sota el seu judici, totes les causes dels mals del Japó.
En aquell ambient polític, les organitzacions socialistes incipients es van veure reprimides, i Ogai Mori va defensar el dret de llibertat de pensament amb el seu Chinmoku no tō (La torre del silencio, 1910).

## Obres traduïdes al català
- La Ballarina (舞姫, 1890)- Traducció Marta Morros, Petits Plaers, 2020. Viena Edicions.
- Vita sexualis (1909)- Traducció Albert Nolla. 2015. Editorial Adesiara.
- Harakiri. El cas de la família Abe (1913) - Traducció Ko Tazawa. Lapislàtzuli Editorial, 2015 (Sèrie de Literatura Japonesa, volum 2).